# Sainte-Colombe (Yonne)
Sainte-Colombe település Franciaországban, Yonne megyében. Lakosainak száma 185 fő (2022. január 1.). Sainte-Colombe Coutarnoux, Angely, Athie, Dissangis, Joux-la-Ville, Provency és Thory községekkel határos.

## Népesség
A település népessége az elmúlt években az alábbi módon változott:
| Lakosok száma | 204  | 205  | 207  | 200  | 195  | 190  | 187  | 185  | 185  |
|               | 2013 | 2015 | 2016 | 2017 | 2018 | 2019 | 2020 | 2021 | 2022 |